# Jyotsna Chandola
Jyotsna Chandola (sinh ngày 15 tháng 4 năm 1992) là một nữ diễn viên truyền hình Ấn Độ. Cô tham gia vai Maha Devi Pandey trong bộ phim Ngôi sao may mắn. Năm 2012, cô thủ vai Khushi Sankalp Bharadwaj trong bộ phim Cuộc chiến những nàng dâu.

## Đời sống cá nhân
Cô kết hôn với Nitesh Singh vào năm 2015.

## Chương trình truyền hình
| Năm       | Chương trình truyền hình  | Vai diễn                 |
| --------- | ------------------------- | ------------------------ |
| 2010      | Ngôi sao may mắn          | Maha Devi Pandey         |
| 2012      | Mẹ chồng hắc ám           | Anamika                  |
| 2012-2017 | Cuộc chiến những nàng dâu | Khushi Sankalp Bharadwaj |
| 2014      | Savdhaan India            |                          |
| 2014      | Crime Patrol              |                          |
| 2015      | Trái tim mỹ nhân          | Maan Bai                 |
| 2016      | Santoshi Maa              | Bitto                    |
| 2017      | Agniphera                 | Rajjo Jaanleva           |